# Saint-Léger (Pas-de-Calais)
Saint-Léger település Franciaországban, Pas-de-Calais megyében. Lakosainak száma 527 fő (2022. január 1.). Saint-Léger Boiry-Becquerelle, Boyelles, Croisilles, Écoust-Saint-Mein, Ervillers, Hénin-sur-Cojeul és Mory községekkel határos.

## Népesség
A település népessége az elmúlt években az alábbi módon változott:
| Lakosok száma | 430  | 442  | 447  | 450  | 462  | 474  | 495  | 518  | 527  |
|               | 2013 | 2015 | 2016 | 2017 | 2018 | 2019 | 2020 | 2021 | 2022 |